# Бараба (Кетовский район)
Бара́ба — село Кетовского района Курганской области, административный центр Барабинского сельсовета.

## География
Расположено на правом берегу реки Тобол, в 14 километрах (18 км по автодороге) к югу от районного центра села Кетово и в 23 километрах (31 км по автодороге) к югу от областного центра города Кургана.

## Историческая справка

### Дореволюционная история
«В 1683 году приехала в Зауралье семьи Давида Микифорова сына Охохонина и Фёдора Микифорова сына Охохонина, обосновались на левом берегу Тобола на небольшом возвышении, не заливаемом (полей) водой. Следом прибыли и другие переселенцы. По имени первопроходца образовавшаяся деревенька стала называться Охохониной. Постепенно поселение разрасталось. Жители деревни Барабинской при реке Тоболе в 1689 году были беломестными драгунами, получавшими за службу землю и денежное жалованье.
После постройки в 1730 году церкви во имя Успения Божьей Матери в официальных документах его стали именовать Успенским. Затем жители перебрались и на правый берег, крутой, обрывистый, безопасный при любом наводнении. В Ведомости  Ялуторовского дистрикта Утяцкой слободы от 29 декабря 1748 года указано, что в селе Успенском 42 двора, в которых крестьян, мужчин в возрасте от 16 до 50 лет 71 человека, у них огнестрельного оружия было 10 винтовок, 1 турка и 1 мушкет.
Ефим Дмитриевич Комарский, здешний старожил, в своё время сделал запись о том, что название произошло от имени одного из завоевателей-кочевников. Связывают также название со словом «блюдце», «чаша». Действительно, высокий правый берег Тобола является как бы крыльями, а вся нижняя левобережная часть представляет собой само блюдце. Вплоть до 1760 года вокруг Барабы были крепостные сооружения — столбы, заплоты, надолбы, рогатки, ров с водой.
Село Бараба (в иных источниках — Барабинское) росло не столько количеством дворов, как населением своим. По данным ревизии 1782 года было 286 жителей (138 душ мужского пола и 148 — женского). Семья Степана Давыдовича Охохонина, сына основателя Барабы, состояла из 59 человек. Другой сын Охохонина, Савва Давыдович, в 1720 году основал Верхнюю Утятскую, позже названную Лаптевой. Примерно тогда же образованы Мухина и Одина, давно слившиеся с Барабой, но все же и сейчас еще различаемые местными жителями. Однако с 1724 года крестьяне были объявлены „государственными“, стала вводиться барщина.
По данным ревизий 1795 и 1816 годов село было административным центром Барабинской волости, затем волость упразднена, территория вошла в состав в Утятской волости Курганского уезда Тобольской губернии.
По данным метрических книг, смертность детей до одного года с 1806 г. по 1825 г. составляла 29 процентов, а в отдельные годы доходила до 52-65 процентов.
В 1886 открытие одноклассной трехгодичной церковно-приходской школы. Были в Барабе кабак и лавка.
В 1904 году в селе: маслодельный завод, казённая винная лавка, хлебозапасный магазин. Насчитывалось 116 дворов, мужчин 311, женщин 313.
В 1909 году была открыта паровая мельница.

### Бои в окрестностях села в годы Гражданской войны
В июне 1918 года установлена белогвардейская власть. 
Утром 16 августа 1919 года, красные 37-й и 38-й полки 5-й стрелковой дивизии, выступили из деревень Комогоровской и Пименовка к переправе через Тобол у села Бараба. По дороге были обстреляны батареями 3-го Симбирского артиллерийского дивизиона, но потерь не понесли. Выйдя к берегу передовые группы бойцов обнаружили разрушенный мост. 26-летний барабинский крестьянин Василий Яковлевич Мухин хотел показать красноармейцам брод, но был убит с другого берега стрелками белого 9-го Симбирского полка. Во второй половине дня 17 августа 1919 года, красный 38-й полк, с прибывшим к нему на усиление 45-м полком и батальоном 37-го полка, сосредоточились у с. Черемухово. Ещё два батальона 37-го полка, были оставлены в заслоне против сел Бараба и Утяцкое. Они находились в 4 километрах западнее с. Барабы, и все их попытки продвинуться вперед, пресекались огнем батарей белых. Опасаясь переправы красных у с. Бараба, на этот участок из д. Воинково, спешно выдвинулся стоявший в резерве белый 4-й Эткульский пеший казачий полк. После неудачного боя под с. Нагорским, белые части стали отходить на северо-восток, к д. Становая, открыв фланги 3-й Симбирской дивизии для обхода с юга. Опасаясь охвата, 11-й Сенгилеевский и 4-й Эткульский пеший казачий полки оставили свои позиции по берегам Тобола у с. Бараба, и стали отходить через деревни Лукино и Воинково на д. Колесниково. Белый 9-й Симбирский полк, опасаясь охвата, так же оставил свои позиции у д. Бараба и начал отходить через деревни Воинково и Митино на д. Становая. Преследуя белых, на рассвете 20 августа 1919 года, красноармейцы 37-го полка переправились через Тобол у с. Бараба. Опрокидывая белые арьергарды, они с боем занял д. Лаптево, после чего, развивая наступление, полк к полудню с боем занял д. Нижнеутяцкое. 
1 сентября 1919 года началась последняя крупная наступательная операция Русской армии адмирала А. В. Колчака. 29 сентября 1919 года по распоряжению командира 1-й бригады красной 26-й стрелковой дивизии Я.П. Гайлита, 226-й Петроградский полк должен был отойти от д. Малодубровное к д. Нагорская, оставив арьергарды в д. Заборской. 227-му Владимирскому полку следовало отойти от д. Малодубровное к дд. Новая и Темляково, выдвинув конные заставы на восточную опушку леса в районе д. Заборская. 228-й Карельский полк должен был отойти от д.Нижнеспорное (Спорное-2) к дд. Новозатобольной и Бараба, Мухино. К вечеру 29 сентября 1919 года командование красной 5-й армией пришло к выводу о невозможности удержаться измотанными и обескровленными частями, на восточном берегу реки Тобол. В специальной директиве, командарм ставит задачу вывести главные силы 26-й дивизии на левый берег Тобола и не дать противнику переправиться вслед за ними через реку.
Готовясь к наступлению части 2-й бригады 54-й дивизии выдвигались к реке Тобол, в ночь на 16 октября 1919 года сменяя 3-ю бригаду 27-й дивизии на участке дд. Предина – Бараба – Черемухово, при этом красный 481-й полк находился на позиции от с. Черемухово по западному берегу реки Тобол до устья р. Лебяжьей, 482-й полк занимал участок от этого места и далее по западному берегу реки в 3-4 километрах от берега, а 483-й полк стоял в резерве в д. Курчальская. Поддерживавшая их действия красная 5-я Смоленская батарея стояла на позиции в лесу, в километре к западу от дороги из д. Меньшиково в с.Черемухово. На рассвете 17 октября, красные 1-й и 3-й батальоны 482-го полка, а так же подошедший к ним на помощь батальон 483-го полка, смогли переправиться у д. Предеино, затем, тесня белых, заняли д. Темляково, сбив белых с позиций на опушке леса. С боем, красноармейцы стали наступать на д. Новозатобольная, обходя левый фланг белой 13-й Сибирской дивизии. От с. Бараба, сюда срочно двинулась сотня 4-го Оренбургского казачьего полка. Одновременно, в атаку перешли белые 49-й и 50-й Сибирские полки. В то же время, помощник командира этого полка, Федор Мейбом с 1-м батальоном, зашел со стороны д. Нагорское в тыл красных. Этим маневром, удалось окружить два батальона 482-го полка под д. Новозатобольной. Потери белых были незначительны, 230 (по воспоминаниям Мейбома около 800 человек, из которых 500 человек перешли на сторону белых) красноармейцев взяли в плен, мост был взорван. Два батальона 483-го полка стояли у д.Бараба. Их попытка наступать на д.Бараба от винокуренного завода была остановлена артиллерийским огнем. Для поддержки частей, к ним срочно направили через д. Степная в д. Новая, прибывший в этот день в с.Юргамыш гаубичный артдивизион 26-й дивизии. Из-за панического бегства частей 54-й дивизии, стоявший в д.Темляково красный 227-й Владимирский полк, по докладу его командира, оказался с открытыми флангами. Через них, белая пехота зашла с флангов, а казаки зашли с тыла. Полк, вместе с 6-й легкой батареей, был вынужден спешно отойти от д. Темляково и занял оборону в лесу у д. Заборской. Вечером, 227-й Владимирский полк вместе с 6-й батареей двинулся вперед, с боем занял д. Темляково. Белые 49-й и 50-й Сибирские полки отошли. 18 октября 1919 года красный 227-й Владимирский полк, на рассвете выступил из д. Темляково и без боя занял д. Новозатобольную, где обнаружил разрушенный мост, затем прошёл с. Бараба, д. Лаптево и остановился в д. Крюково, затем в ночь с 18 на 19 октября, без боя занял д. Воинково. Прикрывавший отступление белый 50-й Сибирский полк отошел. Чтобы задержать наступавших красных, не дав им охватить с севера д. Митино, белые 49-й и 51-й Сибирские полки из состава 13-й Сибирской дивизии, при поддержке огня артиллерии, начали наступать из д. Анчутино. 19 октября 1919 года 227-й Владимирский полк отошел из д. Воинково в сторону с. Бараба, потеряв 3 убитых, 29 раненных, 1 контуженного и 1 пропавшего без вести. Приведя себя в порядок, 227-й Владимирский полк с батальоном 228-го Карельского полка и 6-й легкой батареей вновь двинулись в наступление, но сопротивления они почти не встретили, части белой 13-й Сибирской дивизии отошли обратно к д. Анчутино, а 4-й Оренбургский запасной казачий полк отступил в д. Колесниково. Заняв без боя д. Воинково и оставив здесь батальон 228-го полка, весь красный 227-й Владимирский полк начал  наступать на д. Лукино, и занял д. Щучье (Кетово).

### Советское время
В 1919 году образован Барабинский сельсовет.
Не обошла стороной и Великая Отечественная война. Из Барабы 131 мужчина ушел на фронт, а вернулись лишь 42 человека. Оставшиеся в селе женщины, старики и дети, обеспечивали хлебом и другим припасом фронт. „За доблестный труд в Отечественной войне 1941—1945 гг.“ были награждены Капитолина Дмитриевна Кочкова, Мария Сергеевна Клевакина, Александра Степановна Мухина, Анна Семеновна и Ирина Андреевна Охохонины, Варвара Васильевна и Клавдия Васильевна Поздняковы, Фекла Ивановна Комарская и многие другие.»
После опустошительного наводнения 1947 года жители переселились на правый берег Тобола, на левом берегу сохранилась полуразрушенная церковь.
В годы Советской власти жители села работали в колхозе «Краснознаменец», а затем в колхозе имени Сталина, после XX съезда КПСС переименованном в колхоз имени Ломоносова.

## Общественно-деловая зона
- Памятник «Скорбь», установлен в 1975 году. Скульптурная композиция женщины, ребенка и старика, скорбно склонивших головы. На постаменте надпись «1941-1945 гг.», «Никто не забыт, ничто не забыто». Рядом установлено шесть плит с фамилиями погибших в годы Великой Отечественной войны[5].
- Памятник неизвестному солдату, установлен в 1985 году на кладбище. Автор С.Ф. Кривоногов. Под памятником заложены капсулы с землей городов-героев. На стеле надпись «Вечная память солдатам 1941-1945 гг.». Памятник имеет металлическое ограждение[6].
- Муниципальное казённое дошкольное образовательное учреждение «Барабинский детский сад», функционирует с 1991 года.
- Учреждение культуры «Барабинский сельский дом культуры».

## Школа
В 1886 году открыта Барабинская одноклассная трехгодичная церковно-приходская школа. В деревянном здании возле церкви, построенном на средства земельных обществ Барабы и близлежащих деревень, имелись классная комната, небольшой зал, комната для учителя, кухня и коридор.
В числе первых заведующих школой — Никанор Лапин, Яков Фениксов, учителей — Клавдия Лапина, Екатерина Фениксова, Анна Ивановна Запольская, Елена Николаевна Ляпустина.
Обучалось 30—40 крестьянских детей, и в основном мальчишек.
В ней учились, по воспоминаниям Д. И. Боброва, Д. Комарского, 30-38 мальчиков из Барабы, Предеиной, Темляково, Новой Затобольной и Лаптево. Изучалась так называемая священная история, старославянский язык, молитва, грамматика, арифметика.
Количество учеников резко возрастает и к 1932—33 уч. году достигает 100 человек.
В 1929 г. школьное здание из заречном части перевозится На правый берег Тобола, куда к этой поре переселяется большая часть барабинцев; в последующие годы к основному зданию дважды делаются пристройки.
В 1942 г, открыт 5-й класс школа преобразуется в семилетнюю.
В 1945 г. состоялся первый выпуск семиклассников.
Б 1962 г. из семилетней школы преобразована в восьмилетнюю.
Школа воспитала патриотов, в годы Отечественной войны грудью ставших на защиту Родины — это наши фронтовики и несгибаемые бойцы тыла. Из её стен вышли кавалеры орденов Ленина А. А. Фомин, Трудового Красного Знамени и «Знак Почета» М. В. Незговорова, Трудового Красного Знамени А. Н. Разборов; её выпускники — командиры сельскохозяйственного производства, полеводы и животноводы, учителя, работники культуры, медики, партийные, советские, профсоюзные и комсомольские работники…

## Церковь
- В 1730 году на левом берегу Тобола построена Успенская церковь.
- Не позднее 1833 года в селе Барабинском построена деревянная церковь во имя Успения Божьей Матери с отдельно стоящей колокольней. В 1846 году ветхая деревянная церковь продана и перевезена в село Половинское.
- 1 сентября 1840 года заложена новая каменная церковь взамен деревянной.
- 10 мая 1853 года храм освящен на прежнем святом антиминсе при довольно значительном собрании прихожан церкви священником Александром Волковым соборне со священником Иоанном Михайловским.
- В 1935 году храм закрыт, в его помещениях сначала размещался сельский клуб, позднее зерносклад.

В середине XIX в. при кладбище села Барабинского действовала часовня.

### Приход
- В 1789 году приход Успенской церкви села Барабинского состоял из села Барабинского и 6 деревень, в том числе Мухиной, Утятской, Предеиной, Обуховой
- В 1849 году приход состоял из деревень: Утятская, Мухина, Предеина, Обухова.
- В 1913 году в приходе числились деревни: Мушина, Утятско-Мушина, Темлякова, Ново-Затобольная, Предеина.

## Население
| 1710 | 1763 | 1782 | 1795 | 1816 | 1869 | 1893 |
| ---- | ---- | ---- | ---- | ---- | ---- | ---- |
| 123  | ↗182 | ↗286 | ↗460 | ↗489 | ↗560 | ↗606 |
| 1912 | 1926 | 1989 | 2002 | 2010 |      |      |
| ↗750 | ↘725 | ↘629 | ↗724 | ↘696 |      |      |

По данным переписи 1926 года в с. Бараба(-инское) 725 чел., в том числе русских 716 чел., цыган 9 чел.
По данным переписи населения 2002 года проживало 724 человека, из них русские — 90 %.

## Люди, связанные с Барабой

### Первопоселенцы
В переписи письменного головы Ивана Денисовича Спешнева (датируется 1689 годом) указаны жители деревни Барабинской Утяцкого станца. В других источниках этот документ — ревизская сказка 1719—1720 годов, писарь Пахом Киселёв. Список глав семей, у некоторых из них были живы отцы, но они не записаны главами семей.
- Беломестный драгун Лука Павлов сын Охохонин
- Беломестный драгун Трифон Давидов сын Охохонин
- Беломестный драгунский сержант Алексей Федоров сын Охохонин
- Беломестный драгун Авраам Михайлов сын Марков
- Беломестный драгун Петр Микифоров сын Палкин
- Беломестный драгун Афонасий Яковлев сын Палкин
- Беломестный драгун Андрей Васильев сын Художитков
- Беломестный драгун Михайло Федосеев сын Шарков
- Беломестный драгун Федор Дмитриев сын Клементьевых
- Беломестный драгун Федор Иванов сын Плеханов
- Беломестный драгун Микифор Логинов сын Сарапулов
- Отставной драгун Василий Борисов сын Мамарин
- Беломестный драгун Алексей Павлов сын Бобров
- Беломестный драгунский сын Семен Иванов сын Головин
- Беломестный драгунский прапорщик Григорий Алексеев сын Малахов
- Беломестный драгунский сержант Матвей Дмитриев сын Малахов
- (?) Лука Иванов сын Пазников
- Беломестный драгун Осип Миронов сын Лукиных
- Беломестный драгун Сидор Сидоров сын Чугунной
- Беломестный драгун Иван Васильев сын Плеханов
- Беломестный драгун Родион Миронов сын Кудрявцов
- Беломестный драгун Савва Елфимов сын Головин
- Беломестный драгун Марко Мартынов сын Мерзляков
- Отставной драгун Алексей Абрамов сын Казанцов
- Беломестный драгун Родион Трофимов сын Пыскарев (Пискарев)
- Беломестный драгун Козма Бобров
- Беломестный драгун Григорей Дмитриев сын Малахов
- Отставной драгун Никифор Яковлев сын Палкин
- Отставной драгун Яков Гаврилов сын Макеевых
- Отставной драгун Микифор Васильев сын Ощепков